# Anagyrodes baethei
Anagyrodes baethei är en stekelart som beskrevs av Girault 1922. Anagyrodes baethei ingår i släktet Anagyrodes och familjen sköldlussteklar. Inga underarter finns listade i Catalogue of Life.